# Bromley (municipio)
El municipio londinense de Bromley está localizado en la parte sudeste exterior de Londres (Inglaterra) Reino Unido de Gran Bretaña e Irlanda del Norte. Posee una superficie de 153 km², de los cuales la mayoría están situados en el cinturón verde de la ciudad. El municipio es el de mayor superficie del Gran Londres. En Bromley se halla Down House, residencia de Charles Darwin. La mayoría de las poblaciones están localizadas al norte y oeste del municipio, con un área ápartada en Biggin Hill en el extremo sur. Está hermanado con Neuwied (Alemania).

## Distritos de Bromley
- Anerley
- Beckenham
- Bickley
- Biggin Hill
- Bromley
- Bromley Common
- Chelsfield
- Chislehurst y Chislehurst West
- Downe
- Elmstead
- Farnborough
- Green Street Green
- Hayes
- Keston y la población vecina de Nash
- Kevingtown
- Mottingham (parte)
- Orpington y las cercanías de Crofton, Derry Downs y Goddington
- Penge
- Petts Wood
- Pratt's Bottom
- Shortlands
- Southborough
- St. Mary Cray con Poverest
- St. Paul's Cray
- Sundridge Park
- West Wickham y Coney Hall

## Historia
El municipio fue constituido, como todos los otros distritos londinenses, el 1 de abril de 1965, por el London Government Act de 1963. Incorporó la antigua área delMunicipal Borough of Bromley, del Municipal Borough of Beckenham, Penge Urban District, Orpington Urban District y parte de Chislehurst que pertenecía al Chislehurst and Sidcup Urban District.
En 1969, después de una campaña local, la villa de Knockholt fue reintegrada a Kent para formar parte del Sevenoaks Rural District y, posteriormente, del Distrito de Sevenoaks. Antes de 1965, había formado parte del Orpington Urban District.

## Residentes destacados
- Hanif Kureishi, escritor
- Gary Paffett, piloto reserva de McLaren y campeón del Deutsche Tourenwagen Masters
- Charles Darwin

David Bowie. 
En el año 1953 su familia se mudó al cercano barrio de Bromley, donde más tarde Bowie se consideraría su voz adecuada para el coro de la escuela, y su manera de tocar la flauta se consideró por encima de lo normal en cuanto a habilidades musicales. A los nueve años de edad, su forma de bailar resultaba increíblemente imaginativa y sorprendente para un niño de su edad. Ese año su padre llevó a casa una colección de disco de vinilo que tuvo mucho impacto sobre él, fue consciente del poder de la música y comenzó a adquirir discos.